# Gaudencio Rosales
Gaudencio Borbon Rosales (Batangas, 10 agosto 1932) è un cardinale e arcivescovo cattolico filippino, dal 13 ottobre 2011 arcivescovo emerito di Manila.

## Biografia
Gaudencio Borbon Rosales è nato il 10 agosto 1932 a Batangas, omonima provincia e diocesi di Lipa (oggi arcidiocesi), nella parte centrale dell'allora colonia statunitense delle Filippine (oggi repubblica indipendente). Figlio di Godofredo Dilay Rosales, uno dei primi medici filippini ad essersi formato negli Stati Uniti d'America per poi tornare ad esercitare a Batangas, e Remedios Mayo Borbon, casalinga e cugina di primo grado dello statista Claro Mayo Recto Jr., è il terzo di sette figli, quattro maschi e tre femmine: Rosie, Guillermo, Gabriel, Tessie, Gilbert e Maria Gràcia. La sua era una famiglia benestante in cui diversi membri hanno ricoperto cariche di primo piano, come i suoi nonni Julián Rosales, ex sindaco di Batangas, e Pablo Borbon, ex governatore della provincia di Batangas.

### Formazione e ministero sacerdotale
Dopo aver compiuto gli studi primari e secondari, sentendo maturare una precoce vocazione al sacerdozio, dal 1947 ha frequentato il seminario minore San Jose a Quezon City per poi iscriversi nel 1951 al seminario maggiore San Jose per gli studi in filosofia e teologia; tra i suoi compagni in seminario c'erano i futuri vescovi Severino Miguel Pelayo e Benjamin de Jesus Almoneda. Al termine del settennato di formazione, ha ricevuto l'ordinazione sacerdotale il 23 marzo 1958, nella cattedrale di San Sebastiano a Lipa, per imposizione delle mani di Alejandro Ayson Olalia, vescovo di Lipa; si è incardinato, venticinquenne, come presbitero della medesima diocesi.
Poco dopo l'ordinazione è stato nominato prefetto di disciplina e poi rettore del seminario minore St. Francis de Sales a Lipa, dove è rimasto fino al 1966, quando è divenuto direttore spirituale e docente al St. Francis de Sales College Seminary nella stessa città per quattro anni.
Nel 1970 gli è stato affidato il primo incarico pastorale come parroco della parrocchia St. Vincent Ferrer a Banaybanay e guida spirituale della "Legio Mariae"; il quartiere era piuttosto malfamato e diversi sacerdoti gli hanno consigliato di non rimanervi troppo a lungo perché la situazione non sarebbe cambiata ma, nonostante ciò, nei due anni e mezzo in cui ha servito lì si è impegnato ad incontrare tutti i fedeli attraverso visite domiciliari. Per il suo impegno e la sua reputazione, nel 1972 è stato trasferito a capo della parrocchia della basilica nella nativa Batangas, la più grande della diocesi, dove è rimasto fino alla promozione all'episcopato.

### Ministero episcopale

#### Vescovo ausiliare di Manila
Il 12 agosto 1974 papa Paolo VI lo ha nominato, appena quarantaduenne, vescovo ausiliare di Manila assegnandogli contestualmente la sede titolare di Esco. Ha ricevuto la consacrazione episcopale il 28 ottobre seguente, nella basilica minore dell'Immacolata Concezione a Batangas, per imposizione delle mani di Bruno Torpigliani, arcivescovo titolare di Malliana e nunzio apostolico nelle Filippine, avendo come co-consacranti i futuri cardinali Jaime Lachica Sin, arcivescovo metropolita di Manila, e Ricardo Jamin Vidal, arcivescovo metropolita di Lipa. Come suo motto episcopale ha scelto Si mortuum fuerit fructum affert, che tradotto vuol dire "Se muore produce molto frutto" (Giovanni 12, 24).
Come vescovo ausiliare è stato responsabile del distretto diocesano di Antipolo est (oggi diocesi indipendente), comprendente San Juan, Mandaluyong, e Grace Park a Caloocan nella provincia di Rizal, nonché direttore del santuario nazionale di Nostra Signora della Pace e del Buon Viaggio nella stessa città (oggi cattedrale della diocesi di Antipolo). Inoltre ha ricoperto anche diversi incarichi a livello nazionale fino al suo trasferimento nel 1982: dal 1975 direttore delle Pontifical Mission Aid Societes, dal 1977 delegato-rappresentante per l'Asia di Propaganda Fide e direttore della Mission Society of the Philippines, dal 1980 rettore del seminario San Carlos a Makati.

#### Coadiutore e vescovo di Malaybalay
Il 9 giugno 1982 papa Giovanni Paolo II lo ha nominato, quarantanovenne, vescovo coadiutore di Malaybalay, facendo in seguito il proprio ingresso in diocesi. Il vescovo Francisco Funaay Claver, S.I., primo vescovo della diocesi ed oppositore della dittatura del presidente Ferdinand Marcos, aveva fatto richiesta per la nomina di un coadiutore al fine di garantire una successione agevole.
Il 14 settembre 1984, con l'accettazione della rinuncia del cinquantacinquenne vescovo Claver, che aveva guidato la diocesi per quindici anni, è succeduto per coadiutoria come vescovo di Malaybalay all'età di cinquantadue anni. In seguito ha preso possesso della diocesi durante una cerimonia svoltasi nella cattedrale di Sant'Isidoro Lavoratore a Malaybalay. Lo stesso anno è stato nominato anche presidente della Commissione per i seminari della Conferenza episcopale delle Filippine e visitatore apostolico dei seminari nel Paese, ruoli ricoperti fino al 1999.
Oltre alla cura pastorale dei fedeli e del clero, durante il suo ministero a Malaybalay si è interessato anche alla questione ambientale facendosi portavoce della protesta di tre giorni contro la distruzione delle foreste nella provincia di Bukidnon. Inoltre dal 1987 al 1991 è stato membro del consiglio permanente e rappresentante della regione di Mindanao dell'episcopato filippino, che nel 1990 lo ha eletto come proprio delegato per prendere parte alla VIII assemblea generale ordinaria del Sinodo dei vescovi, svoltasi nella Città del Vaticano dal 30 settembre al 28 ottobre successivi, con tema La formazione dei sacerdoti nelle circostanze attuali.

#### Arcivescovo metropolita di Lipa
Il 30 dicembre 1992 papa Giovanni Paolo II lo ha promosso, sessantenne, arcivescovo metropolita di Lipa; è succeduto al settantenne Mariano Gaviola y Garcés, contestualmente dimissionario per motivi di salute dopo dodici anni di governo pastorale. Ha preso possesso dell'arcidiocesi durante una cerimonia svoltasi nella cattedrale di San Sebastiano a Lipa il 18 marzo 1993. Il 29 giugno seguente, giorno della solennità dei Santi Pietro e Paolo, si è recato nella basilica di San Pietro in Vaticano, dove il papa gli ha imposto il pallio, simbolo di comunione tra il metropolita e la Santa Sede.
Nel 1995 è divenuto rappresentante delle Southern Luzon Region in ambito del Consiglio permanente della Conferenza episcopale filippina, divenendo vicepresidente della medesima assemblea nel 1997 e terminando ambedue gli uffici nel 1999. Dal 19 aprile al 14 maggio 1998 ha partecipato alla I assemblea speciale per l'Asia del Sinodo dei vescovi con tema Gesù Cristo il Salvatore e la sua missione di amore e servizio in Asia: "Io sono venuto perché abbiano la vita e l'abbiano in abbondanza" (Gv 10, 10).
Nel gennaio 2000 è stato eletto presidente della Commissione episcopale per il clero della Conferenza dei vescovi cattolici filippini. Dal 30 settembre al 6 novembre 2001 ha preso parte anche alla X assemblea generale ordinaria del Sinodo dei vescovi con tema Il Vescovo: Servitore del Vangelo di Gesù Cristo per la speranza del mondo e mentre era in Vaticano è stato ricevuto in udienza assieme ad altri partecipanti il 4 e poi il 24 ottobre.

#### Arcivescovo metropolita di Manila
Il 15 settembre 2003 papa Giovanni Paolo II lo ha trasferito, settantunenne, come arcivescovo metropolita di Manila; è succeduto al settantacinquenne cardinale Jaime Lachica Sin, contestualmente dimissionario per raggiunti limiti d'età dopo ben trent'anni di governo pastorale. Il 23 settembre si è recato in Vaticano, assieme agli altri membri dell'episcopato filippino, per la visita ad limina apostolorum.
Ha preso possesso dell'arcidiocesi durante una cerimonia svoltasi nella cattedrale dell'Immacolata Concezione a Manila il 21 novembre seguente. È rimasto amministratore apostolico di Lipa fino all'installazione del suo successore Ramon Cabrera Argüelles il 16 luglio dell'anno seguente.
Il 28 giugno 2004 è stato ancora ricevuto in udienza ed il 29 giugno si è nuovamente recato nella basilica di San Pietro in Vaticano per ricevere il pallio dalle mani del pontefice, che il 13 novembre successivo lo ha nominato anche membro del Pontificio consiglio delle comunicazioni sociali.

### Cardinalato

Stemma del cardinale Rosales.

Il 22 febbraio 2006, al termine dell'udienza generale, papa Benedetto XVI ha annunciato la sua creazione a cardinale nel concistoro del 24 marzo seguente, il primo del suo pontificato; settantatreenne, è stato il sesto filippino ed il terzo arcivescovo di Manila a ricevere la porpora cardinalizia nella storia della Chiesa. L'arcivescovo Rosales ha ricevuto la notizia nella cattedrale di Manila da Antonio Franco, nunzio apostolico nelle Filippine, durante una messa per il 40º anniversario del Movimento dei focolari.
Durante la cerimonia, svoltasi sul sagrato della basilica di San Pietro in Vaticano, gli sono stati conferiti la berretta, l'anello ed il titolo presbiterale del Santissimo Nome di Maria a Via Latina, vacante dall'11 dicembre 2003, giorno della morte del cardinale etiope Paulos Tzadua, arcieparca emerito di Addis Abeba. Tre giorni dopo è stato ricevuto in udienza assieme agli altri neo cardinali, mentre il 6 maggio è stato nominato membro del Pontificio consiglio per il dialogo interreligioso e confermato membro del Pontificio consiglio delle comunicazioni sociali.
Il 3 febbraio 2007 è stato nominato membro del Consiglio di cardinali per lo studio dei problemi organizzativi ed economici della Santa Sede. Ha preso possesso della sua chiesa titolare durante una cerimonia svoltasi il 4 marzo, mentre il 9 marzo è stato ricevuto in udienza dal pontefice.

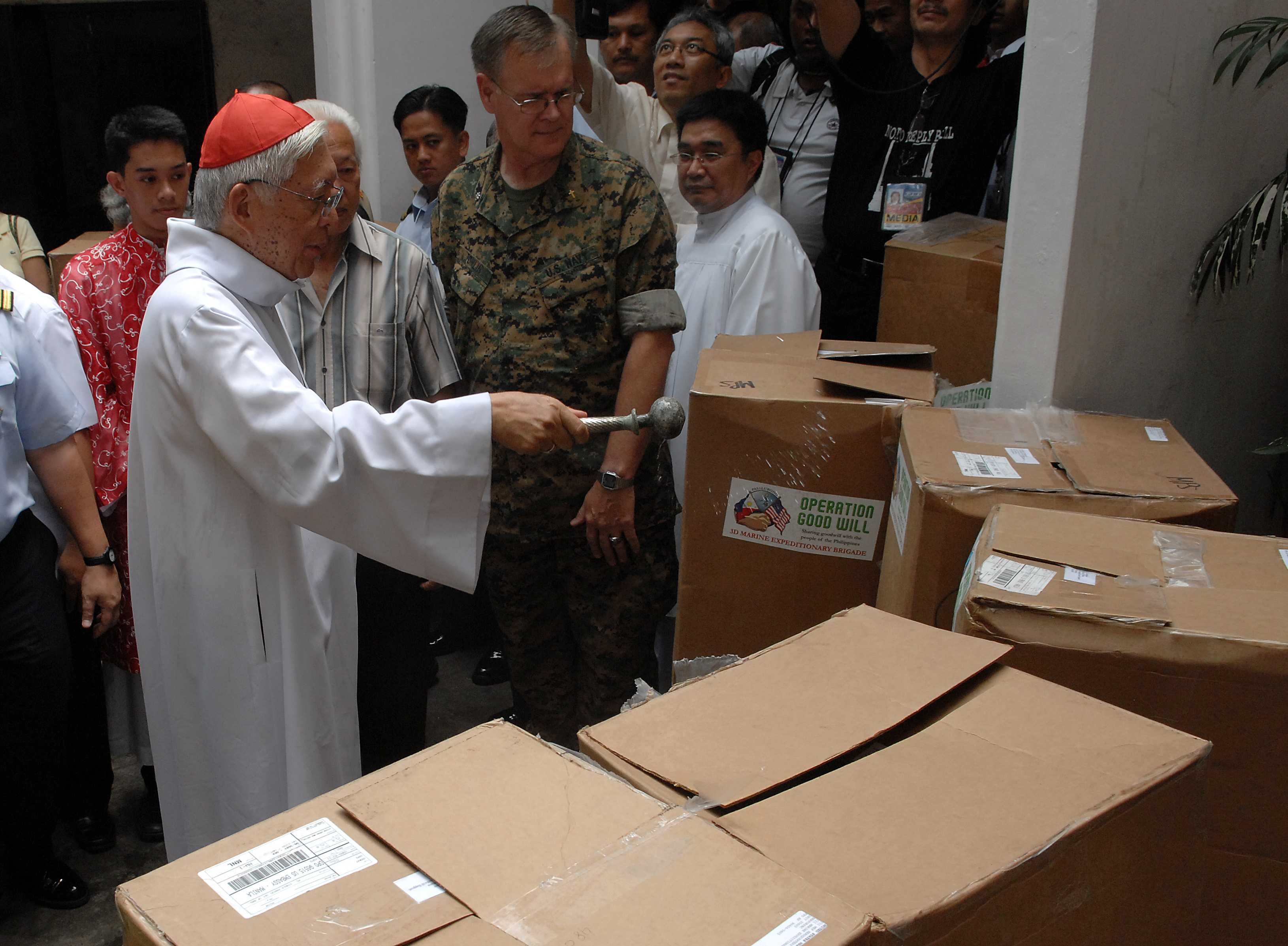
Il cardinale Rosales durante la benedizione di scatole contenenti vestiti, giocattoli e doni per le comunità locali donati dagli Stati Uniti d'America per il Balikatan del 22 aprile 2009.

Nel 2007 il cardinale ha offerto le sue dimissioni da capo dell'arcidiocesi ma l'8 agosto il cardinale Giovanni Battista Re, prefetto della Congregazione per i vescovi, ha comunicato alla nunziatura apostolica nelle Filippine che la Santa Sede lo invitava a continuare donec aliter provideatur. Lo stesso anno, inoltre, ha invitato papa Benedetto XVI a visitare le Filippine, terza nazione per numero di cattolici al mondo; tuttavia, il Papa ha dovuto rifiutare a causa dell'agenda fitta di impegni.
Il 17 aprile dello stesso anno, nella sede del Ministero degli Affari Esteri a Manila, ha assistito alla firma di un accordo in 6 articoli che regola la cooperazione tra la Santa Sede e la Repubblica delle Filippine per la protezione del patrimonio culturale della Chiesa cattolica (chiese coloniali, musei, archivi, biblioteche, opere d'arte appartenenti a istituzioni ecclesiastiche); il 29 maggio 2008 ha assistito anche allo scambio degli strumenti di ratifica, avvenuto nello stesso luogo. Il 6 giugno dello stesso anno il papa lo ha nuovamente ricevuto in Vaticano.
Il 26 novembre 2010 ha compiuto nuovamente la visita ad limina con i vescovi filippini. Il 21 dicembre, giorno dell'accettazione della rinuncia per motivi d'età del settantacinquenne Francisco Capiral San Diego, è divenuto amministratore apostolico di Pasig fino all'installazione del nuovo vescovo Mylo Hubert Claudio Vergara.

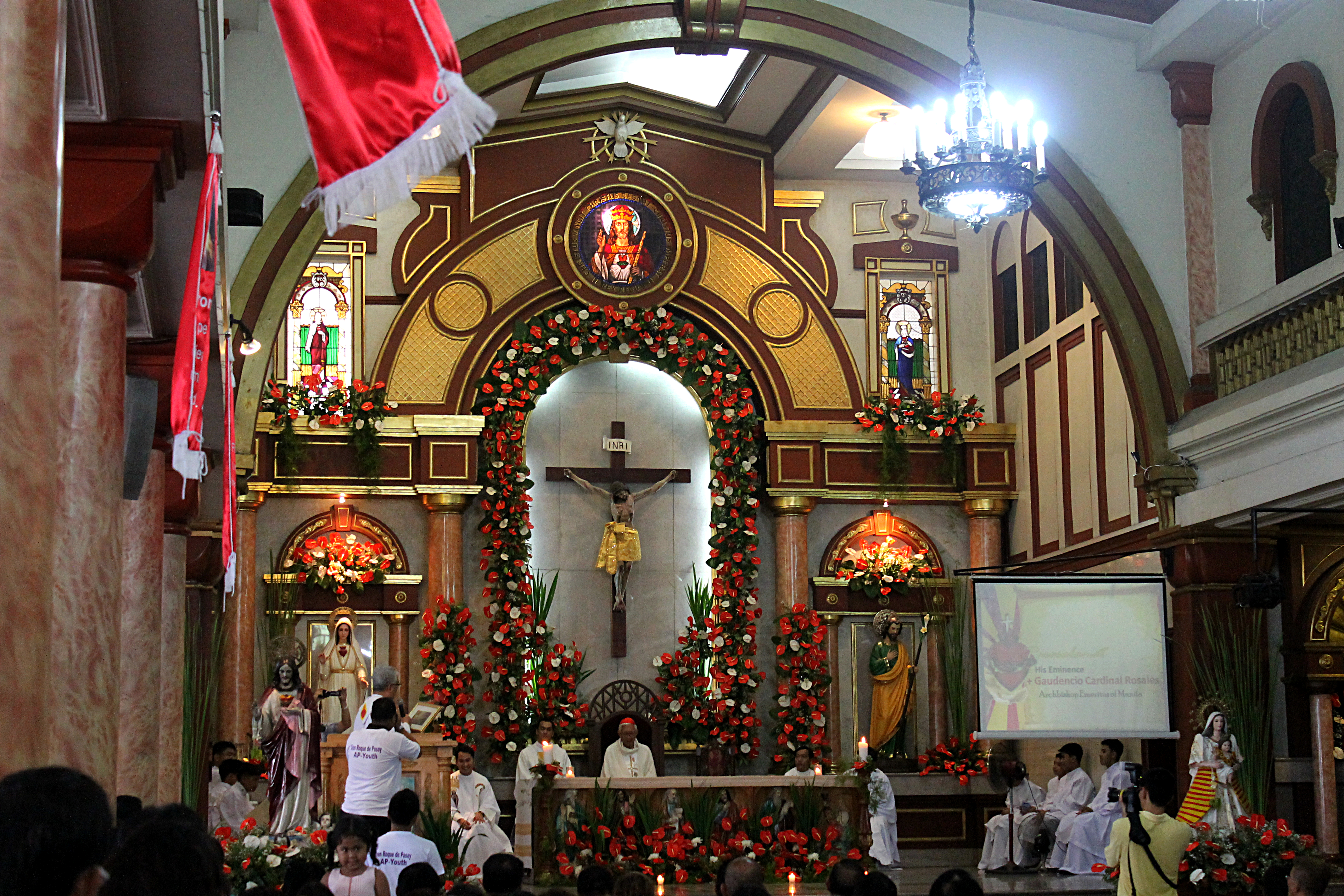
Il cardinale Rosales durante una celebrazione nella parrocchia Sacred Heart of Jesus a Manila.

Il 13 ottobre 2011 papa Benedetto XVI ha accettato la sua rinuncia dal governo pastorale dell'arcidiocesi di Manila per raggiunti limiti d'età, ai sensi del can. 401 § 1 del Codice di diritto canonico, divenendone arcivescovo emerito all'età di settantanove anni e dopo otto anni di governo pastorale; gli è succeduto il cinquantaquattrenne Luis Antonio Tagle, fino ad allora vescovo di Imus. È rimasto ad amministrare l'arcidiocesi fino all'installazione del successore il 12 dicembre.
Il 10 agosto 2012, al compimento dell'ottantesimo genetliaco, ha perso il diritto di entrare in conclave ed ha cessato di essere membro dei dicasteri della Curia romana, in conformità all'art. II § 1-2 del motu proprio Ingravescentem Aetatem, pubblicato da papa Paolo VI il 21 novembre 1970. Il 13 ottobre successivo il papa lo ha nominato suo inviato speciale alla X Assemblea plenaria della Federazione delle conferenze episcopali dell'Asia, svoltasi in Vietnam, presso il centro pastorale della diocesi di Xuân Lôc dal 19 al 25 ottobre successivi e la cui cerimonia conclusiva si è svolta nella cattedrale di Notre-Dame ad Ho Chi Minh.
Dopo la rinuncia di papa Benedetto XVI, per via dell'età non ha potuto prendere parte al conclave del 2013, che si è concluso con l'elezione al soglio pontificio del cardinale Jorge Mario Bergoglio, arcivescovo metropolita di Buenos Aires, con il nome di Francesco. Lo stesso anno è stato insignito del Global Peace Award dall'omonima fondazione.

## Genealogia episcopale e successione apostolica
La genealogia episcopale è:
- Cardinale Scipione Rebiba
- Cardinale Giulio Antonio Santori
- Cardinale Girolamo Bernerio, O.P.
- Arcivescovo Galeazzo Sanvitale
- Cardinale Ludovico Ludovisi
- Cardinale Luigi Caetani
- Cardinale Ulderico Carpegna
- Cardinale Paluzzo Paluzzi Altieri degli Albertoni
- Papa Benedetto XIII
- Papa Benedetto XIV
- Papa Clemente XIII
- Cardinale Marcantonio Colonna
- Cardinale Giacinto Sigismondo Gerdil, B.
- Cardinale Giulio Maria della Somaglia
- Cardinale Carlo Odescalchi, S.I.
- Cardinale Costantino Patrizi Naro
- Cardinale Lucido Maria Parocchi
- Papa Pio X
- Cardinale Gaetano De Lai
- Cardinale Raffaele Carlo Rossi, O.C.D.
- Cardinale Amleto Giovanni Cicognani
- Arcivescovo Bruno Torpigliani
- Cardinale Gaudencio Borbon Rosales

La successione apostolica è:
- Vescovo Mylo Hubert Claudio Vergara (2005)
- Cardinale Pablo Virgilio Siongco David (2006)
- Vescovo Broderick Soncuaco Pabillo (2006)
- Vescovo Elenito de los Reyes Galido (2006)
- Vescovo Leopoldo Corpuz Jaucian, S.V.D. (2007)
- Vescovo Francisco Mendoza de Leon (2007)
- Vescovo Ruperto Cruz Santos (2010)
- Vescovo Marcelino Antonio Malabanan Maralit (2015)
- Vescovo Socrates Calamba Mesiona, M.S.P. (2017)
- Vescovo Louie Patalinghug Galbines (2018)